# پاکیتو اورتیز
پاکیتو اورتیز (انگلیسی: Paquito Ortiz؛ زادهٔ ۱۲ اوت ۱۹۶۹) بازیکن فوتبال اهل اسپانیا است.